# بوب بيكر (ملحن)
بوب بيكر (بالإنجليزية: Bob Becker)‏ هو ملحن أمريكي، ولد في 22 يونيو 1947 في ألينتاون في الولايات المتحدة.

## وصلات خارجية
- بوب بيكر على موقع ميوزك برينز (الإنجليزية)
- بوب بيكر على موقع ديسكوغز (الإنجليزية)